# Myotis myotis
Il vespertilio maggiore (Myotis myotis  Borkhausen, 1797) è un pipistrello della famiglia dei Vespertilionidi diffuso nell'Ecozona paleartica.

## Descrizione

### Dimensioni
Pipistrello di medie dimensioni, con la lunghezza della testa e del corpo tra 67 e 84 mm, la lunghezza dell'avambraccio tra 55 e 67 mm, la lunghezza della coda tra 45 e 60 mm, la lunghezza delle orecchie tra 24 e 28 mm e un peso fino a 45 g.

### Aspetto
La pelliccia è corta e densa. Le parti dorsali sono grigio-brunastre con la base dei peli bruno scuro, mentre le parti ventrali sono più chiare e grigiastre. Il muso è corto e largo. Le orecchie sono grigio-brunastro scuro, lunghe e larghe con il margine anteriore curvato all'indietro, con 7-8 pliche longitudinali sulla superficie interna del padiglione auricolare e con un lobo rotondo alla base del margine esterno. Il trago è largo alla base, lanceolato, lungo circa la metà del padiglione auricolare e spesso con la punta nera. Le membrane alari sono grigio-brunastre scure e attaccate posteriormente alla base delle dita dei piedi, i quali sono relativamente grandi. L'estremità della lunga coda si estende oltre l'ampio uropatagio. Il cariotipo è 2n=44 FNa=50-52.

### Ecolocazione
Emette ultrasuoni sotto forma di impulsi di durata intermedia a frequenza modulata iniziale di 88 kHz, finale di 22,2 kHz e massima energia a 37,1 kHz.

## Biologia

### Comportamento

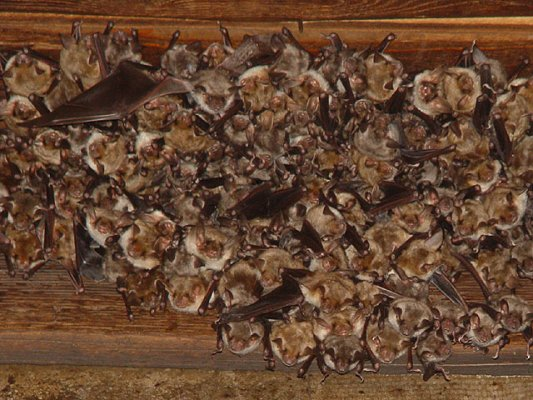
Vivaio in un fabbricato in Austria

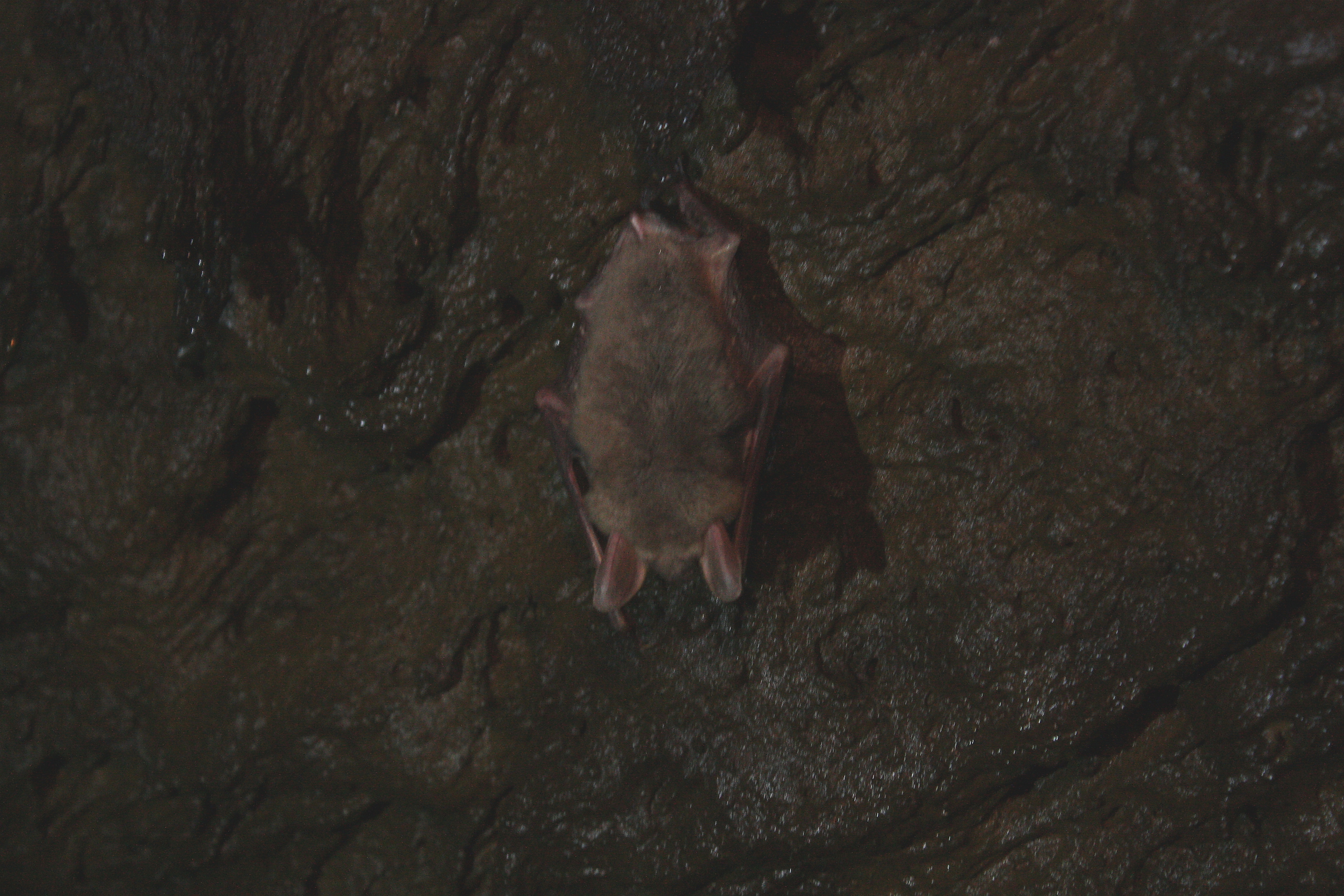
Un individuo solitario all'interno della Grotta dei tre livelli, sull'Etna.

In estate forma colonie di diverse migliaia di individui all'interno di grotte, miniere, cantine, fabbricati e più raramente nelle cavità degli alberi e nelle bat box dove possono sopportare temperature anche fino a 45 °C. Da settembre ad aprile entra in ibernazione in ambienti sotterranei naturali ed artificiali con temperature di 2-12 °C e con umidità fino al 100%, dove forma colonie fino a 5.000 esemplari di entrambi i sessi. forma vivai in estate con circa 2.000 femmine e occasionalmente anche qualche maschio. I maschi stabiliscono degli harem costituiti da almeno 5 femmine. L'attività predatoria inizia poco dopo il tramonto e si prolunga per 4-5 ore. Il volo è lento ed è effettuato fino a 10 metri d'altezza. È una specie sedentaria con spostamenti massimi, perlopiù tra i ricoveri estivi e quelli invernali, fino a 390 km.

### Alimentazione
Si nutre di insetti, particolarmente di artropodi e carabidi, catturati in volo o sul terreno sopra spazi aperti.

### Riproduzione
Danno alla luce un piccolo alla volta da maggio a luglio dopo una gestazione di 50-70 giorni. Vengono svezzati dopo 5 settimane di vita. Gli accoppiamenti avvengono da agosto fino alla primavera successiva. Diventano maturi sessualmente dopo 1-2 anni di età. L'aspettativa di vita è fino a 22 anni.

## Distribuzione e habitat
Questa specie è diffusa in Europa occidentale ed orientale fino all'Ucraina occidentale, in Anatolia e nel Vicino Oriente fino alla Palestina. Sono state segnalate due osservazioni in Inghilterra e Svezia meridionali. In Italia è presente sul tutto il territorio esclusa la Sardegna.
Vive in diversi tipi di habitat, incluse le aree urbane fino a 2.000 metri di altitudine.

## Tassonomia
Sono state riconosciute 2 sottospecie:
- M.m.myotis: Spagna, isole Baleari, Francia, Belgio, Paesi Bassi, Lussemburgo, Svizzera, Italia, Sicilia, Austria, Germania, Polonia, Repubblica Ceca, Slovacchia, Ungheria, Slovenia, Bosnia ed Erzegovina, Croazia, Montenegro, Macedonia, Serbia, Albania, Grecia, Bulgaria, Romania, Ucraina occidentale, Turchia;
- M.m.macrocephalicus (Harrison & Lewis, 1961): Siria occidentale, Libano, Palestina, Israele settentrionale.

## Conservazione
La IUCN Red List, considerato che la popolazione, comunque numerosa, è tornata stabile dopo un declino significativo nel passato e che l'areale rimane tuttora vasto, classifica Myotis myotis come specie a rischio minimo (Least Concern)).